# San Andrés Enguaro
San Andrés Enguaro es una localidad del estado mexicano de Guanajuato. Es parte del municipio de Yuriria.

## Toponimia
El nombre «San Andrés» hace referencia al santo patrono de la localidad: Andrés el Apóstol. El nombre «Enguaro» proviene del purépecha, su significado es «lugar de maíz eterno».

## Demografía
| Gráfica de evolución demográfica |
|                                  |

| Censo | Población |
| ----- | --------- |
| 1900  | 620       |
| 1910  | 643       |
| 1921  | 401       |
| 1930  | 521       |
| 1940  | 652       |
| 1950  | 708       |
| 1960  | 925       |
| 1970  | 1 344     |
| 1980  | 1 443     |
| 1990  | 1 615     |
| 2000  | 1 649     |
| 2010  | 1 385     |
| 2020  | 1 387     |